# Jelena Trnić
Jelena Trnić (ur. 29 sierpnia 1995) – serbska siatkarka, grająca na pozycji środkowej. Od sezonu 2017/2018 występuje w Orlen Lidze, w drużynie Enea PTPS Piła.

## Sukcesy klubowe
Mistrzostwo Serbii:
- 2012, 2013, 2014
- 2015

Puchar Serbii:
- 2014

## Sukcesy reprezentacyjne
Mistrzostwa Europy Juniorek:
- 2012